# Mirjanovići
Mirjanovići su naseljeno mjesto u općini Foči, Republika Srpska, BiH. Nalazi se blizu izvora rijeke Koline, zapadno od Drine.

## Stanovništvo
| Narod     | Popis 1961. | Popis 1971. | Popis 1981. | Popis 1991. |
| --------- | ----------- | ----------- | ----------- | ----------- |
| Hrvati    |             |             |             |             |
| Muslimani | 95          | 84          | 100         | 62          |
| Srbi      | 16          | 12          | 14          | 7           |
| ostali    | 1           |             |             |             |
| Ukupno    | 112         | 96          | 114         | 69          |